# Genco
Genco (株式会社ジェンコ, Kabushiki-gaisha Jenco) est un studio d'animation japonais fondé en mars 1997. Il est présidé par Tarō Maki.

## Productions
- DanMachi
- Dies Irae
- Rêves d'androïde
- Alien Nine
- Amazing Nurse Nanako
- Azumanga Daioh
- Azumanga Daioh - The Very Short Movie
  - Azumanga Web Daioh
- Battle Athletes
- Binzume Yōsei
- Daphne in the Brilliant Blue
- DearS
- Dotto! Koni-chan (ja)
- Dungeon ni deai o motomeru no wa machigatteiru darō ka
- Eiken
- Elfen lied
- Figure 17
- Genshiken
- Girl's High
- Guyver: The Bioboosted Armor
- Himawari!
- Honey and Clover
- Honey and Clover II
- Ichigeki Sacchu!! HoiHoi-san
- Ikki Tousen
- Kino's Journey
- Kujibiki Unbalance
- Millennium Actress
- Mnemosyne no Musume-tachi
- Nanaka 6/17
- Nazca
- NieA 7
- Onegai Teacher
- Onegai Twins
- PetoPeto-san
- Phantom: Requiem for the Phantom
- Pluto
- Renkin 3-kyū Magical ? Pokān
- Shigofumi: Letters from the Departed
- Serial Experiments Lain
- Seven of Seven
- Space Pirate Mito
- St. Luminous Mission High School
- Super Doll Licca-chan
- Super Milk-chan
- Super Robot Wars Original Generation
- Tenchi Muyo Movie 2: Daughter of Darkness
- Tenchi Muyo Movie 3: Tenchi Forever
- Zero no Tsukaima
- Zettai Shonen